# Route forestière 13
Die F13 war eine Straße auf Korsika, die 1854 durch den Décret Impérial 1782 festgelegt wurde. Sie wurde angelegt, um einen der Wälder Korsikas für die Holzwirtschaft zu erschließen. Betrieben durch den Staat, hatte sie den Rang einer Nationalstraße. Die F13 zweigte von der N197 südöstlich von Calvi ab und führte in den Forêt de Calenzana. Ihre Länge betrug 18 Kilometer. 1973 wurde sie abgestuft.